# Золочівська сільська рада
Золочівська сільська́ ра́да — орган місцевого самоврядування в Демидівському районі Рівненської області. Адміністративний центр — село Золочівка.

## Загальні відомості
- Населення ради: 507 осіб (станом на 2001 рік)

## Населені пункти
Сільській раді підпорядковані населені пункти:
| № | Назва            | Тип  | Рік заснування | Площа км² | Населення (2001), ос. |
| - | ---------------- | ---- | -------------- | --------- | --------------------- |
| 1 | Золочівка        | село | 1856           | 14,985    | 314                   |
| 2 | Ниви-Золочівські | село | 1896           | 3,207     | 122                   |

## Склад ради
Рада складається з 12 депутатів та голови.
- Голова ради: Малецька Оксана Василівна

### Керівний склад попередніх скликань
| ПІБ                       | Основні відомості                                                 | Дата обрання | Дата звільнення |
| ------------------------- | ----------------------------------------------------------------- | ------------ | --------------- |
| Малецька Оксана Василівна | Сільський голова, 1980 року народження, освіта вища               | 26.03.2006   | 31.10.2010      |
| Малецька Оксана Василівна | Сільський голова, 1980 року народження, освіта вища, позапартійна | 31.10.2010   |                 |

Примітка: таблиця складена за даними сайту Верховної Ради України

### Депутати
За результатами місцевих виборів 2010 року депутатами ради стали:

#### За суб'єктами висування
| Суб'єкт висування         | Кількість обраних депутатів | %    |
| ------------------------- | --------------------------- | ---- |
| Самовисування             | 7                           | 58,3 |
| Партія регіонів           | 2                           | 16,7 |
| Українська Народна Партія | 2                           | 16,7 |
| Народна партія            | 1                           | 8,3  |

#### За округами
| № округу                  | Прізвище, ім'я, по батькові     | Дата визнання обраним | Освіта                    | Партійна приналежність           | Відомості про обраного депутата                          |
| ------------------------- | ------------------------------- | --------------------- | ------------------------- | -------------------------------- | -------------------------------------------------------- |
| Народна Партія            |                                 |                       |                           |                                  |                                                          |
| 1                         | Демчук Сергій Сергійович        | 03.11.2010            | Освіта вища               | член Народної партії             | АЗС ТОВ «Волинський нафтовий дім», оператор              |
| Партія регіонів           |                                 |                       |                           |                                  |                                                          |
| 4                         | Чайковська Олена Петрівна       | 03.11.2010            | Освіта вища               | член Партії регіонів             | Золочівська загальноосвітня школа, вчитель               |
| 8                         | Кушнірук Лариса Миколаївна      | 03.11.2010            | Освіта вища               | член Партії регіонів             | Золочівська загальноосвітня школа I-III ст., директор    |
| Українська Народна Партія |                                 |                       |                           |                                  |                                                          |
| 3                         | Кампрук Галина Михайлівна       | 03.11.2010            | Освіта середня спеціальна | член Української Народної Партії | пенсіонер                                                |
| 10                        | Риковська Світлана Анатліївна   | 03.11.2010            | Освіта середня спеціальна | член Української Народної Партії | фельдшерсько-акушерський пункт с. Золочівка, завідувачка |
| Самовисування             |                                 |                       |                           |                                  |                                                          |
| 2                         | Токар Валентин Петрович         | 03.11.2010            | Освіта середня спеціальна | позапартійний                    | тимчасово не працює                                      |
| 5                         | Циганюк Олександр Володимирович | 03.11.2010            | Освіта середня спеціальна | позапартійний                    | ТзВО «Явір», різноробочий                                |
| 6                         | Швидавченко Ольга Андріївна     | 03.11.2010            | Освіта середня спеціальна | позапартійна                     | приватний підприємець, продавець                         |
| 7                         | Шостак Галина Олександрівна     | 03.11.2010            | Освіта середня спеціальна | позапартійна                     | тимчасово не працює                                      |
| 9                         | Стецюк Ірина Павлівна           | 03.11.2010            | Освіта середня спеціальна | позапартійна                     | тимчасово не працює                                      |
| 11                        | Губеня Анатолій Михайлович      | 03.11.2010            | Освіта середня спеціальна | позапартійний                    | тимчасово не працює                                      |
| 12                        | Савелюк Анна Володимирівна      | 03.11.2010            | Освіта середня спеціальна | позапартійна                     | Золочівська сільська рада, бухгалтер                     |

## Господарська діяльність
Основним видом господарської діяльності населених пунктів сільської ради є сільськогосподарське виробництво.

## Населення
За переписом населення України 2001 року в сільській раді мешкало 499 осіб.

### Мова
Розподіл населення за рідною мовою за даними перепису 2001 року:
| Мова       | Відсоток |
| ---------- | -------- |
| українська | 99,61 %  |
| російська  | 0,39 %   |